# Світлодарська міська рада
Світлода́рська міська́ ра́да — орган місцевого самоврядування Світлодарської міської громади Бахмутського району Донецької області.

## Загальні відомості
- Світлодарська міська рада утворена в 1992 році
- Територія ради: 2,12 км²
- Населення ради: 12164 особи (станом на 1 січня 2013 року)

## Історія
20 травня 2015 року Верховна Рада України прийняла постанову № 2792, згідно з якою до складу Бахмутського району була включена територія у тому числі Світлодарської міської ради (разом із містом Світлодарськом) площею 2,12 км².

## Склад ради
Рада складається з 30 депутатів та голови.
- Голова ради: Брехунець Анатолій Федорович
- Секретар ради: Нестеренко Олена Олексіівна

### Керівний склад попередніх скликань
| ПІБ                       | Основні відомості                                                                     | Дата обрання | Дата звільнення |
| ------------------------- | ------------------------------------------------------------------------------------- | ------------ | --------------- |
| Ковальов Ігор Олексійович | Міський голова, 1971 року народження, член Прогресивної соціалістичної партії України | 26.03.2006   | 31.10.2010      |
| Анатолій Брехунець        | Міський голова, 1953 року народження, освіта середня спеціальна, безпартійний         | 31.10.2010   |                 |

Примітка: таблиця складена за даними джерела

### Депутати
За результатами місцевих виборів 2010 року депутатами ради стали:

#### За суб'єктами висування
| Суб'єкт висування                 | Кількість обраних депутатів | %    |
| --------------------------------- | --------------------------- | ---- |
| Партія регіонів                   | 22                          | 78,6 |
| Комуністична партія України       | 4                           | 14,3 |
| Політична партія «Сильна Україна» | 2                           | 7,1  |

#### За округами
| № округу                          | Прізвище, ім'я, по батькові          | Дата визнання обраним | Освіта  | Партійна приналежність                  | Відомості про обраного депутата                              |
| --------------------------------- | ------------------------------------ | --------------------- | ------- | --------------------------------------- | ------------------------------------------------------------ |
| Комуністична партія України       |                                      |                       |         |                                         |                                                              |
| б/м                               | Резниченко Андрій Миколайович        | 04.11.2010            | вища    | позапартійний                           | Вуглегірська ТЕС, старший майстер                            |
| б/м                               | Колпакова Зінаїда Феліксівна         | 04.11.2010            | вища    | позапартійна                            | пенсіонер                                                    |
| 5                                 | Ващенко Сергій Васильович            | 04.11.2010            | вища    | позапартійний                           | Вуглегірська ТЕС, інженер                                    |
| 8                                 | Болбот Віктор Григорович             | 04.11.2010            | вища    | позапартійний                           | Вуглегірська ТЕС, майстер                                    |
| Партія регіонів                   |                                      |                       |         |                                         |                                                              |
| б/м                               | Панасовський Олег Олегович           | 04.11.2010            | вища    | член Партії регіонів                    | Вуглегірська ТЕС, заступник директора                        |
| б/м                               | Курицький Анатолій Володимирович     | 04.11.2010            | вища    | член Партії регіонів                    | Вуглегірська ТЕС, начальник відділу                          |
| б/м                               | Несторенко Олена Олексіївна          | 04.11.2010            | вища    | член Партії регіонів                    | Вуглегірська ТЕС, юрисконсульт                               |
| б/м                               | Гайдук Галина Петрівна               | 04.11.2010            | вища    | член Партії регіонів                    | ТОВ «УкрРосЕнергохімзахист», інспектор з кадрів              |
| б/м                               | Калиновський Сергій Борисович        | 04.11.2010            | вища    | член Партії регіонів                    | Вуглегірська ТЕС, начальник цеху                             |
| б/м                               | Марушевський Олександр Володимирович | 04.11.2010            | вища    | член Партії регіонів                    | Вуглегірська ТЕС, начальник відділу                          |
| б/м                               | Афонін Валерій Володимирович         | 04.11.2010            | середня | член Партії регіонів                    | Вуглегірська ТЕС, методист-інструктор                        |
| б/м                               | Дьошин Олег Вікторович               | 04.11.2010            | вища    | член Партії регіонів                    | Вуглегірська ТЕС, старший майстер                            |
| б/м                               | Швець Геннадій Борисович             | 04.11.2010            | вища    | член Партії регіонів                    | Вуглегірська ТЕС, майстер                                    |
| б/м                               | Кулигін Валерій Сергійович           | 04.11.2010            | вища    | член Партії регіонів                    | Світлодарська міська лікарня № 2, завідувач відділення       |
| б/м                               | Пронтарський Вадим Ігорович          | 04.11.2010            | вища    | член Партії регіонів                    | Вуглегірська ТЕС, майстер                                    |
| 1                                 | Гусак Ніна Володимирівна             | 04.11.2010            | вища    | член Партії регіонів                    | Світлодарський центр дитячої та юнацької творчості, директор |
| 3                                 | Ємець Валерій Вікторович             | 04.11.2010            | вища    | член Партії регіонів                    | Вуглегірська ТЕС, машиніст тепловозу                         |
| 6                                 | Воронкевич Віталій Павлович          | 04.11.2010            | вища    | член Партії регіонів                    | ТОВ «Енергобетон», директор                                  |
| 7                                 | Лялюк Микола Іванович                | 04.11.2010            | вища    | член Партії регіонів                    | пенсіонер                                                    |
| 9                                 | Кашу Світлана Станіславівна          | 04.11.2010            | вища    | член Партії регіонів                    | Світлодарська гімназія, завуч                                |
| 10                                | Болховітіна Олена Михайлівна         | 04.11.2010            | вища    | член Партії регіонів                    | Світлодарська міська лікарня № 2, лікар                      |
| 11                                | Гусак Олександр Миколайович          | 04.11.2010            | вища    | позапартійний                           | Вуглегірська ТЕС, методист інструктор                        |
| 12                                | Ільяшенко Любов Андріївна            | 04.11.2010            | середня | член Партії регіонів                    | пенсіонер                                                    |
| 13                                | Воробйов Валерій Володимирович       | 04.11.2010            | вища    | член Партії регіонів                    | Вуглегірська ТЕС, майстер                                    |
| 14                                | Гуржий Геннадій Олександрович        | 04.11.2010            | вища    | член Партії регіонів                    | Світлодарська міська лікарня № 2, лікар                      |
| 15                                | Каньшин Микола Вікторович            | 04.11.2010            | вища    | член Партії регіонів                    | Вуглегірська ТЕС, економіст                                  |
| Політична партія «Сильна Україна» |                                      |                       |         |                                         |                                                              |
| б/м                               | Каньшина Олена Валентинівна          | 04.11.2010            | вища    | член Політичної партії «Сильна Україна» | Світлодарська гімназія, вчитель                              |
| б/м                               | Матяш Інна Миколаївна                | 04.11.2010            | вища    | член Політичної партії «Сильна Україна» | Миронівська філія ВАТ «Київ- Дніпровське МППЗТ», економіст   |